# Saint-Sauveur-de-Pierrepont
Saint-Sauveur-de-Pierrepont ist eine französische Gemeinde mit 122 Einwohnern (Stand 1. Januar 2022) im Département Manche in der Region Normandie. Sie gehört zum Arrondissement Coutances und zum Kanton Créances. 
Nachbargemeinden sind Canville-la-Rocque im Nordwesten, Neuville-en-Beaumont im Norden, Catteville im Nordosten, Doville im Osten, Saint-Nicolas-de-Pierrepont im Südosten, La Haye im Südwesten und Port-Bail-sur-Mer im Westen.

## Bevölkerungsentwicklung
| Jahr      | 1962 | 1968 | 1975 | 1982 | 1990 | 1999 | 2008 | 2018 |
| --------- | ---- | ---- | ---- | ---- | ---- | ---- | ---- | ---- |
| Einwohner | 210  | 186  | 121  | 143  | 134  | 133  | 132  | 123  |

## Sehenswürdigkeiten
- Kirche Saint-Trinité
- Kirchenruine, seit dem 7. Oktober 1935 ein Monument historique

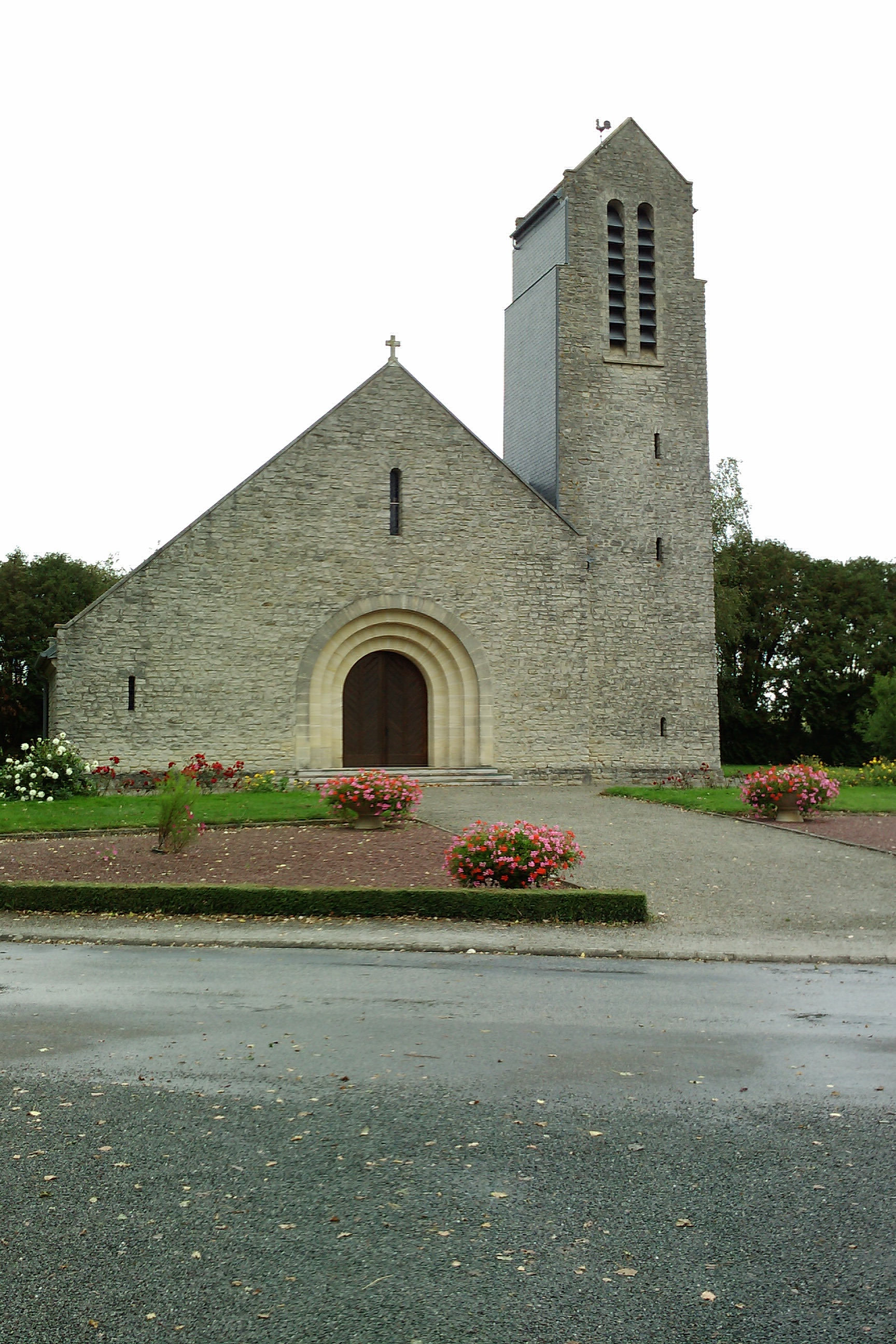
Kirche Saint-Trinité
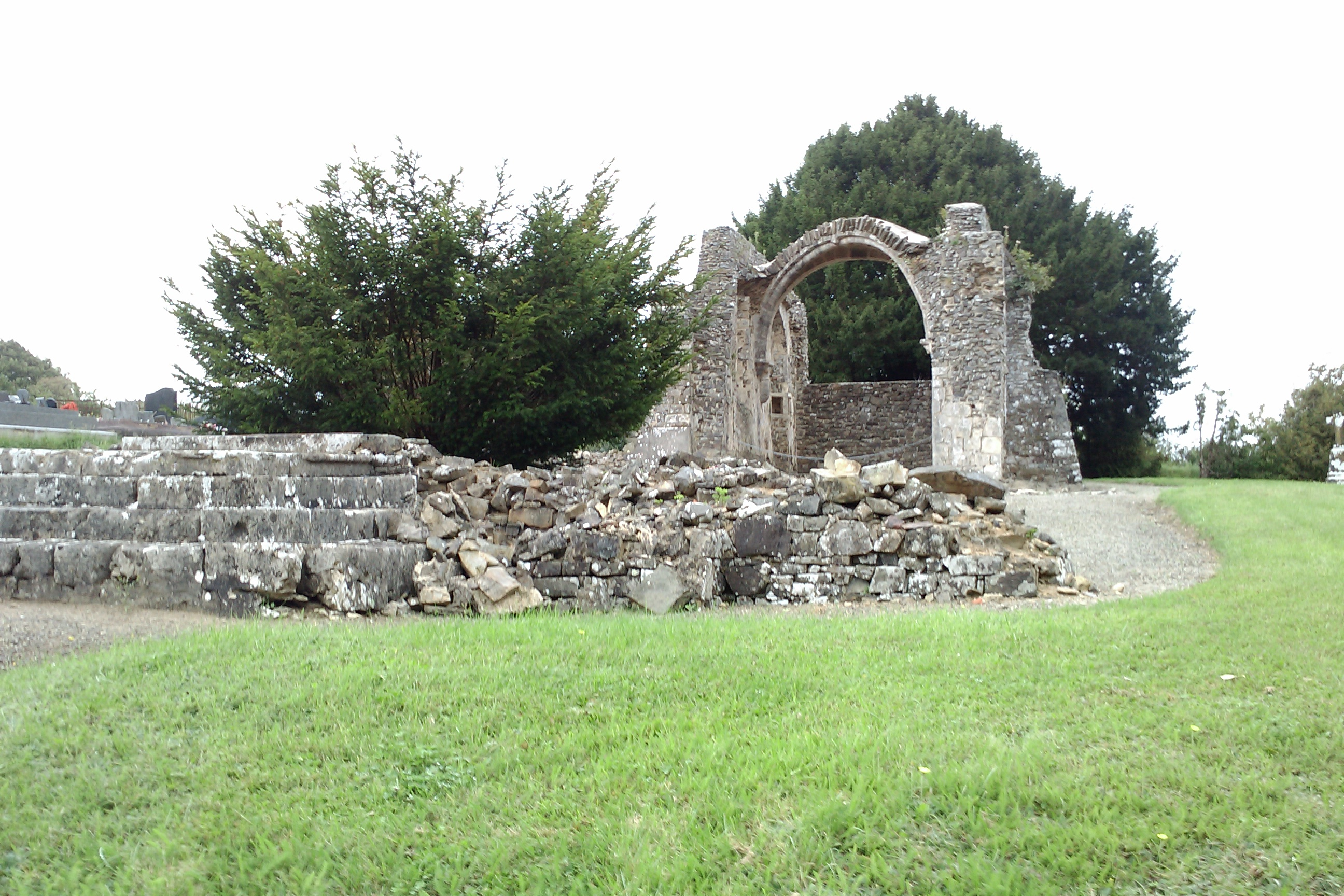
Zerstörte Kirche
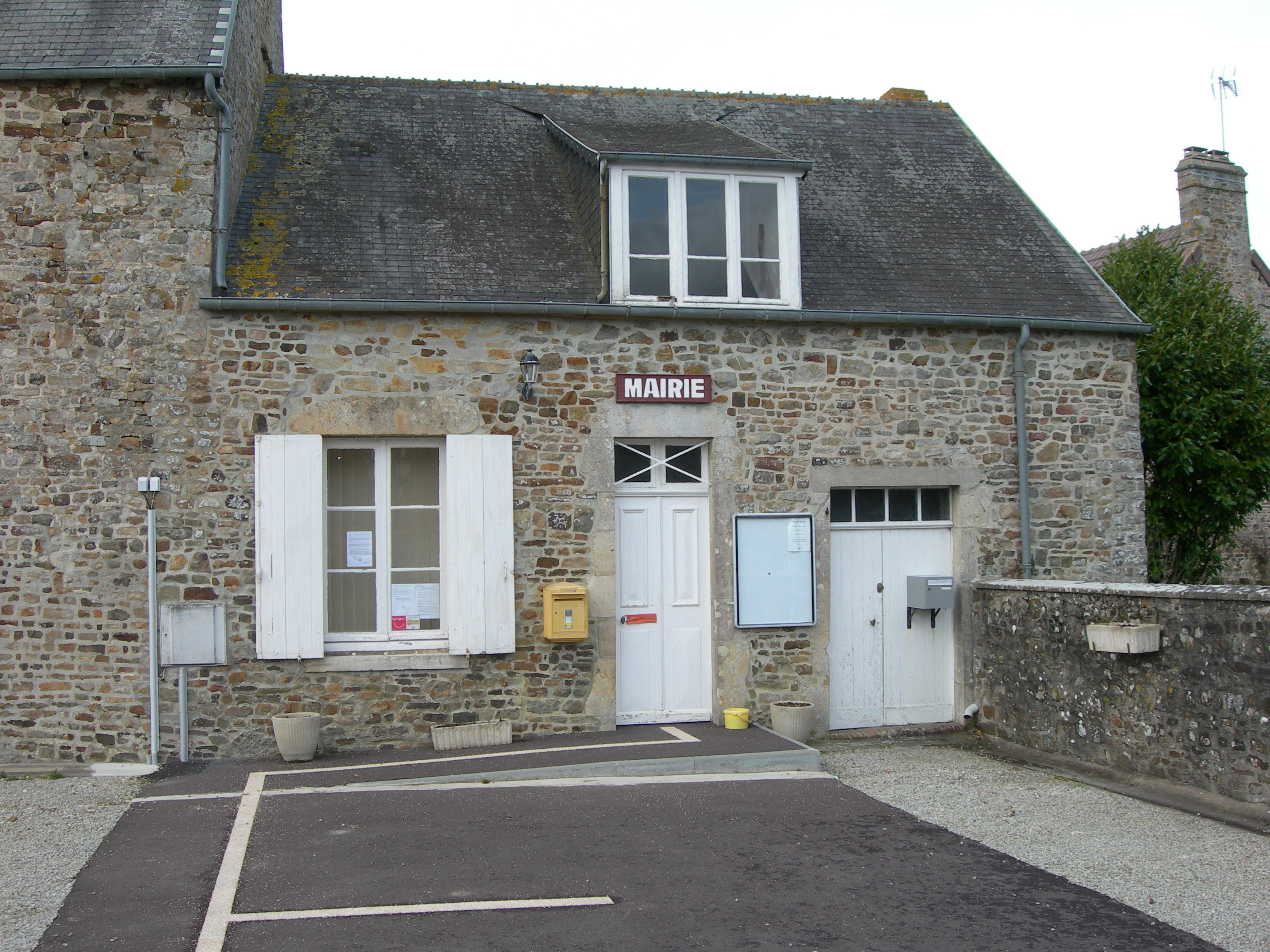
Mairie Saint-Sauveur-de-Pierrepont